# 伊藤加奈惠
伊藤加奈惠（日语：／ Itō Kanae，1986年11月26日—），是日本的女性聲優。隸屬青二Production（聲優事務所）以及Lantis（歌手事務所）。長野縣出身。身高147cm。B型血。AMUSEMENT MEDIA ACADEMY畢業。

## 人物介紹

### 經歷
中學時因為收聽『HUNTER×HUNTER』的廣播節目－竹内順子和三橋加奈子主持的「HUNTER×HUNTER R」而對竹內順子抱有憧憬，繼而自己也想成為聲優。
小學時隸屬壘球部。高中時同時隸屬於包括演劇部在內的多個社團。高中畢業後進入AMUSEMENT MEDIA ACADEMY，2007年畢業。
在AMUSEMENT MEDIA ACADEMY就學時參加了聲優組合こえっち，不過於2005年11月解散。之後，又參加了由こえっち成員組成的聲優組合りらちっち，不過也於2007年1月28日解散。
2007年，在『守護甜心!』中第一次主演，出演了日奈森亞夢一角，之後又出演了該系列作品的動畫、遊戲、廣播。2007年，出演電視劇『幼獣マメシバ』中演員出道，在雜誌『保育のひろば』上模特出道，之後又完成了歌手出道，拓寬了活動範圍。
在2010年3月6日公佈的聲優獎上獲得新人女聲優獎、2011年3月5日的第5回聲優獎上獲得女配角獎。

## 演出作品
※主角及主要人物以粗體識別。

### 電視動畫
2006年
- 妖逆門（優勝女子）

2007年
- 守護甜心！（日奈森亞夢）

2008年
- おでんくん（蒟蒻絲公主）
- 銀魂（女子A）
- 鋼鐵新娘（林美里、玉子的友人、辣妹）
- 守護甜心!!心跳（日奈森亞夢、方塊）
- 鐵腕女警 DECODE（早宮夏美）
- はたらキッズ マイハム組（久美）

2009年
- 金色琴弦～secondo passo～第二樂章（女學生）
- 女王之刃 流浪的戰士（艾莉）
- 大正野球娘。（鈴川小梅）
- 鐵腕女警 DECODE:02（早宮夏美）
- 浪漫追星社（明野美星）
- ONE PIECE（紫扇、幼年時期的漢考克）
- 科學超電磁砲（佐天淚子）
- 守護甜心！派對！（日奈森亞夢、方塊）

2010年
- 娇蛮猫娘大横行（芹泽文乃）
- 守護甜心！派對！（日奈森亞夢、方塊）
- 大神與七位夥伴（赤井林檎）
- 玩伴貓耳娘（愛麗絲）
- 只有神知道的世界（艾魯西）
- 侵略！花枝娘（長月早苗）
- 出包王女（娜娜·阿絲達·戴比路克）
- Battle Spirits Brave（普莉姆·瑪奇那）

2011年
- 花開物語（松前緒花）
- 迷糊軟網社（春風明日菜）
- 只有神知道的世界II（艾魯西）
- 星光少女 極光之夢（赤井小姐、神崎曲、久里須要、旁白）
- 蘿球社！（荻山葵）
- Sacred Seven（伊藤若菜）
- 眾神中的貓神（天音）
- 侵略!?花枝娘（長月早苗）
- 我的朋友很少（柏崎星奈）
- 最後流亡-銀翼的飛夢-（艾黛兒、莎娜）
- 女神異聞錄4（海老原愛）

2012年
- 光明之心 ～幸福的麵包～（愛蜜兒）
- 星光少女 美夢成真（慧仁、久里須要、赤井小姐）
- 織田信奈的野望（織田信奈）
- 刀劍神域（結衣）
- 出包王女DARKNESS（娜娜·阿絲達·戴比路克）
- CØDE:BREAKER（喵丸）
- 冰菓（糕點研究會女子A）
- 戀愛與選舉與巧克力（奈奈瀨奉莉）

2013年
- 我的朋友很少NEXT（柏崎星奈）
- 打工吧！魔王大人（鎌月鈴乃〈克莉絲提亞·貝爾〉）
- 戀曲寫真（新見遙佳）
- 科學超電磁砲S（佐天淚子）
- 星光少女 Rainbow Live（赤井小姐）
- 蘿球社！SS（荻山葵）
- 只有神知道的世界 女神篇（艾魯西）
- Fate/kaleid liner 魔法少女☆伊莉雅（栗原雀花）
- 噬血狂襲（瀨夏音）
- 刀劍神域 Extra Edition（結衣）

2014年
- 咲-Saki- 全國篇（本內成香）
- 星光少女 全星選拔（旁白）
- 龍孃七七七埋藏的寶藏（夢路百合香）
- 星光樂園（赤井小姐）
- 刀劍神域II（結衣）
- Fate/kaleid liner 魔法少女☆伊莉雅 2wei（栗原雀花）
- 翼與螢火蟲（園川翼）
- 狼少女和黑王子（篠原繪里香[10]）
- 女友伴身邊（佐伯鞠香）

2015年
- 魔法少女奈葉ViVid（繆拉·芮那爾蒂）
- 星夢學園（栗栖心音）
- 出包王女DARKNESS 2nd（娜娜·阿絲達·戴比路克）
- Fate/kaleid liner 魔法少女☆伊莉雅 2wei Herz!（栗原雀花）
- 對魔導學園35試驗小隊（二階堂真理）
- 女武神驅動 -美人魚-（神樂坂亂花）

2016年
- Divine Gate（小翠）
- 莉露莉露妖精～妖精之門～（傑克）
- 高校艦隊（杵崎譽、杵崎茜）
- Love Live! Sunshine!!（高海美渡）
- Fate/kaleid liner 魔法少女☆伊莉雅 3rei!（栗原雀花）
- ONE PIECE（凱洛特）
- ViVid Strike!（繆拉·芮那爾蒂）
- 漂流武士（EASY）

2017年
- 政宗君的復仇（木場菊音[11]）
- 動物朋友（灰狼[12]）
- 碧藍幻想 The Animation（施圖姆）
- 偶像時間星光樂園（赤井眼鏡姐）
- 天使的3P！（鳥海櫻花[13]）
- 寶石之國（紫水晶）
- Love Live! Sunshine!! 第2期（高海美渡）

2018年
- 小松先生 第二期（犬山金子）
- GUNDAM創鬥者 潛網大戰（七瀨奈奈美）
- 星光頻道（赤井眼鏡姐）
- 遙的接球（立花彩紗[14]）
- 小邪神飛踢（槌之子）
- 刀劍神域 Alicization（結衣）

2019年
- 百慕達三角～多彩田園曲～（格拉蒂斯）
- 鬼滅之刃（蜘蛛鬼·大姐）
- 魔王陛下RETRY！（熾天使、繪本旁白）
- 科學一方通行（佐天淚子）
- 鬼太郎（第6作）（千夏）
- 刀劍神域 Alicization War of Underworld（結衣）

2020年
- 科學超電磁砲T（佐天淚子[15]）
- 偶像學園 on Parade！（栗栖ここね）
- 小邪神飛踢'（槌之子）
- 刀劍神域 Alicization War of Underworld -THE LAST SEASON-（結衣）
- 總之就是很可愛（柳直子）
- 名偵探柯南（大淀祐子）

2021年
- 龍族拼圖（機場廣播、梅梅）
- 數碼寶貝大冒險：（水果獸）
- Fairy蘭丸（圭）
- 轉生成蜘蛛又怎樣！（工藤沙智）
- 哆啦A夢（みっちゃん）
- 如果究極進化的完全沉浸RPG比現實還更像垃圾遊戲的話（凱西）
- 星光魔法（小助理、眼鏡姐）
- 180秒能讓你的耳朵感到幸福嗎？（澤家雨讀）

2022年
- 星光魔法（條紋）
- 櫻桃小丸子（なっちゃん）
- 小邪神飛踢X（槌之子）
- 打工吧!!魔王大人（鎌月鈴乃〈克莉絲提亞·貝爾〉）
- 森林家族 芙蕾雅的快樂日記（泰瑞、伊莉莎白）
- 名偵探柯南（城崎ゆり菜）

2023年
- 英雄傳說 閃之軌跡 北方戰役（坎佩尼拉[16]）
- 魔王學院的不適任者～史上最強的魔王始祖，轉生就讀子孫們的學校～ II（莉娜）
- 我與機器子（我知琉子、男孩子、睦野一郎）
- 異世界悠閒農家（哈克蓮）
- BanG Dream! It's MyGO!!!!!（燈的母親）
- 幻日夜羽 -鏡中暉光-（美渡[17]）
- 森林家族 芙蕾雅的GO FOR DREAM！（泰瑞[18]）
- 政宗君的復仇R（木場菊音）
- 明日方舟 冬隱歸路（林[19]）
- 神劍闖江湖－明治劍客浪漫譚－（艾爾達）

2024年
- 葬送的芙莉蓮（艾莉[20]）
- 秘密的偶像公主（赤井眼鏡姐[21]）
- 森林家族 芙蕾雅的小秘密（泰瑞[22]）

時期未定
- 科學超電磁砲（第4期）（佐天淚子[23]）

### 网络动画
2020年
- 超级七龙珠群雄（時之界王神）
- 鋼彈創鬥者 潛網大戰Re:RISE（七瀨奈奈美）

2021年
- IDOL LAND 星光樂園（赤井眼鏡姐）

2022年
- BASTARD!!暗黑破壞神（路歇·連連）

### OVA
2008年
- 七龍珠 唷！孫悟空與夥伴們歸來了！！（小孩）

2009年
- 出包王女OVA（娜娜·阿絲達·戴比路克）

2010年
- 今天開始戀愛吧（日比野椿）
- 女王之刃（冥土之誘惑 愛莉）
- 灼眼的夏娜S（大上準子）
- T.P.さくら 〜タイムパラディンさくら〜 時空樹防衛戦（水越真子）
- 科學超電磁砲OVA（佐天淚子）
- ONE PIECE FILM 強者天下（波雅·漢考克〈幼少期〉）

2011年
- 玩伴貓耳娘OVA（愛麗絲）
- 英雄傳說VI「空之軌跡」 THE ANIMATION（坎佩尼拉）
- 只有神知道的世界 OVA（艾魯西）
- 寶貝公主 3Dぱらだいす0（ラブ）（立夏）
- 我的朋友很少（柏崎星奈）※小説7卷付動畫DVD特別版

2012年
- 只有神知道的世界OVA 天理篇（艾魯西）※單行本19卷付動畫DVD特別版[24]
- 我的朋友很少 あどおんでぃすく（柏崎星奈[25]）

2013年
- 刀劍神域 Extra Edition（結衣）
- 魔法少女☆偶像之星 加儂100%（艾魯西）※單行本第22卷付動畫DVD特別版
- 打工吧！魔王大人（鎌月鈴乃）

2015年
- 噬血狂襲 女武神的王國篇（叶瀨夏音）
- 翼與螢火蟲（園川翼）

2016年
- 漂流武士（EASY）
- 噬血狂襲II（瀨夏音）

2017年
- 高校艦隊（杵崎譽、杵崎茜）
- 噬血狂襲II（瀨夏音）

2018年
- 噬血狂襲III（瀨夏音）

2019年
- 噬血狂襲III（瀨夏音）

### 劇場版
- 劇場版 星光少女 全星選拔 星光☆十強（赤井小姐）
- 星光樂園 大家集合！星光之旅（赤井小姐）

2009年
- 銀河鐵道9999（明星（小女孩））

2012年
- 被狙擊的學園（遠藤沙織）

2013年
- 劇場版 花開物語 HOME SWEET HOME（松前緒花）
- 劇場版 魔法禁書目錄 恩底弥翁的奇迹（佐天淚子）

2016年
- 偶像學園！～被盯上的魔法偶活卡～（栗栖心音）

2017年
- 魔法少女奈叶Reflection（艾蕾诺亚·弗洛利安）
- 刀劍神域劇場版：序列爭戰（結衣）

2018年
- 魔法少女奈叶Detonation（艾蕾诺亚·弗洛利安）

2025年
- 偶像學園×星光樂園 THE MOVIE -相遇的奇蹟！-（栗栖心音[26]）

### 遊戲
- 七龍珠系列（時之界王神）
  - 七龍珠 異戰
  - 七龍珠 異戰2
  - 七龍珠英雄
  - 超級七龍珠英雄
- 守護甜心系列（日奈森亞夢、方塊）
  - 守護甜心! 3顆蛋與戀愛的Joker
  - 守護甜心! 亞夢的七彩甜心變身
  - 守護甜心! 動感節奏
- 世界傳奇 光明神話2（カノンノ）
- 北斗無雙（リン）
- 真·三國無雙6（王元姬）
- 真·三國無雙6 猛將傳（王元姬）
- 真·三國無雙6 帝王傳（王元姬）
- 真·三國無雙7（王元姬）
- 真·三國無雙7 猛將傳（王元姬）
- 真·三國無雙7 帝王傳（王元姬）
- 真·三國無雙8（王元姬）
- 無雙蛇魔2（王元姬）
- 無雙蛇魔3（王元姬）
- 無雙大蛇3 ultimate（王元姬）
- 無雙☆群星大會串（王元姬）
- 真·三國無雙斬（王元姬）
- 真·三國無雙英傑傳（王元姬）
- 英雄傳說 軌跡系列（坎佩尼拉）
  - PC/PSP-英雄傳說VI 空之軌跡
  - PSP-英雄傳說 碧之軌跡
  - PSV-英雄傳說 碧之軌跡 Evolution
- NEW LOVEPLUS（小牧實奈）
- 祝吻之鈴鐺（月見若菜）
- PSP-光明之心（アミル、ネリス、エアリｲ）
- PSP-噬神者-爆裂（竹田雲雀）
- PSP/3DS-解放之刃雷克斯（シルヴィ）
- PSP-我的朋友很少 攜帶版（柏崎星奈）
- iOS-擴散性百萬亞瑟王（菲兒）
- PSP-戀曲寫真（新見遙佳）
- PC-現在就想告訴哥哥，我是妹妹！（奈奈瀨奉莉）
- PSP-刀劍神域 無限瞬間（結衣）
- PS3-雷光歸來 Final Fantasy XIII（露蜜娜）
- PSV-刀剑神域 虚空断章（結衣）
- 狩龍戰紀（灰鴉.優娜、系統語音7）
- VALKYRIE DRIVE -BHIKKHUNI-（神樂坂亂花）
- PC-CLOSERS（尤娜）
- 問答RPG 魔法使與黑貓維茲（金愛、銀愛）
- 科學超電磁砲（佐天淚子）
- 魔法禁书目录（手游）（佐天淚子）
- 魔法禁书目录 幻想收束（佐天淚子、菲儿）
- LoveR（日向寺南夏[27]）
- 人中之龍3（惠理）
- 人中之龍6（惠理）
- 白貓Project（莎緹菈・克萊梅特）
- 閃耀幻想曲（立花彩紗）
- 東方大炮彈（射命丸文）
- Crash Fever（圖靈）
- 无限之魂（大垣さつき）
- 明日方舟（林雨霞）

### 廣播劇
- 英雄傳說VI「空之軌跡」（坎佩尼拉）
- 我的朋友很少番外編「禁じられた遊び」（柏崎星奈）
- 刀劍神域（結衣）
- IRIS ZERO瞳的異色世界（久賀七瀨）
- YUMEKURI（六彌美朋）
- 狼少女和黑王子（篠原繪里香）
- 魔法少女奈叶The MOVIE 2nd A's 廣播劇CD Side-T（缪拉·芮那尔蒂）
- 魔法少女奈叶Reflection 廣播劇CD（缪拉·芮那尔蒂）

## 音樂作品

### 單曲
| 枚   | 發售日         | 名稱                                                               | 規格編號                                     | 最高位 |
| ---- | -------------- | ------------------------------------------------------------------ | -------------------------------------------- | ------ |
| 1st  | 2009年8月5日   |                                                                    | LACM-4634                                    | 81位   |
| 2nd  | 2009年12月9日  | hide and seek                                                      | LACM-4676                                    | 102位  |
| 3rd  | 2010年9月8日   |                                                                    | LACM-4739                                    | 64位   |
| 4th  | 2010年11月26日 |                                                                    | LHCM-1083                                    | 52位   |
| 5th  | 2011年5月25日  |                                                                    | LHCM-31092（初回限定盤） LHCM-1092（通常盤） | 29位   |
| 6th  | 2012年8月8日   | [パズル/ビギナードライバー] 错误：{{Lang}}：无效参数：\|3=（帮助） | LACM-4973                                    | 42位   |
| 7th  | 2012年11月14日 | COLORS!                                                            | LACM-14023                                   | 29位   |
| 8th  | 2014年3月5日   | Happy Garland                                                      | LACM-14211                                   | 54位   |
| 9th  | 2014年5月14日  |                                                                    | LACM-14212                                   | 37位   |
| 10th | 2014年7月9日   |                                                                    | LACM-14213                                   | 29位   |
| 11th | 2014年9月10日  |                                                                    | LACM-14214                                   | 54位   |
| 12th | 2014年11月5日  | Shooting Star                                                      | LACM-14215                                   | 47位   |

### 專輯
| 枚   | 發售日         | 名稱 | 規格編號   | 規格編號   | 最高位 |
| 枚   | 發售日         | 名稱 | 初回限定盤 | 通常盤     | 最高位 |
| ---- | -------------- | ---- | ---------- | ---------- | ------ |
| 1st  | 2011年11月23日 |      | LACA-35175 | LACA-15175 | 24位   |
| 2nd  | 2013年4月3日   |      | LACA-35286 | LACA-15286 | 14位   |
| 3rd  | 2015年11月25日 |      | LACA-35528 | LACA-15528 | 54位   |
| 迷你 | 2017年11月22日 |      |            | LACA-15682 | 82位   |

### 音樂合作
| 樂曲 | 音樂合作一覽                   | 時期   |
| ---- | ------------------------------ | ------ |
|      | 電視動畫《大正野球娘。》片尾曲 | 2009年 |
|      | OVA《今天開始戀愛吧》片尾曲    | 2010年 |
|      | 電視動畫《侵略！花枝娘》片尾曲 | 2010年 |
|      | 電視動畫《迷糊軟網社》片尾曲   | 2011年 |
|      | OAD《侵略！！花枝娘》片尾曲    | 2012年 |
|      | OAD《侵略！！花枝娘》片尾曲    | 2014年 |

### 角色歌
電視動畫
- 女王之刃系列（艾莉）
  - 女王之刃 流浪戰士 角色歌+短篇廣播劇〜艾莉Ver.（2009年10月23日）
  - buddy-body（《女王之刃 王位繼承者》片尾曲）（2009年10月23日）
- 守護甜心系列（日奈森亞夢）
  - 守護甜心!（2008年11月5日）
  - 守護甜心!心跳（2009年3月18日）
  - 守護甜心!派對!（2009年8月5日）
- 浪漫追星社角色歌&插入歌集 星空とハルモニア（2009年9月30日）
- 大正野球娘。系列（鈴川小梅） 
  - 浪漫ちっくストライク。（《大正野球娘。》主題曲）（2009年7月22日）
  - 大正野球娘。 音樂集（2009年10月7日）
- flyaway《傳奇系列》Remix（flyaway（傳奇系列盤）內收錄）（2009年1月28日）
- 電視動畫「嬌蠻貓娘大橫行！」Characters：01 芹澤文乃（2010年6月9日）
- 電視動畫「侵略！花枝娘」メタメリズム（2010年11月26日）
- 電視動畫「花開物語」セミスイート（2011年9月7日）
- 電視動畫「戀曲寫真」（2013年4月24日）

其他
- 7ブンノ5デイズ（歌：超ラジ!Girls、超!A&G+『超ラジ!Girls』主題歌、2009年11月4日）

## 外部連結
- （日語） 事務所公開簡歷 （页面存档备份，存于）
- （日語） 本人的網誌 （页面存档备份，存于）（-2012/11/27）
- （日語） 本人的新網誌 （页面存档备份，存于）（2012/11/28-）